# Guruji (quilombo)
Guruji é uma comunidade quilombola localizada nas imediações de Conde, no estado da Paraíba, Brasil. Na comunidade, vivem o total de 253 famílias.
A Comunidade Quilombola de Guruji começou a ser formada na época do Brasil Império. Na época os habitantes de quilombos de Pernambuco, Sergipe, e Alagoas, se deslocaram para trabalhar em fazendas dos estados nordestinos.
As terras foram doadas pelo poder central do Estado da Paraíba, que as arrendou para posseiros, na metade do século XX, os posseiros decidiram vender a herdade e expulsar a população que ali vivia, porém eles resistiram. Durante as lutas pelo território a comunidade perdeu grande parte dos “irmãos” negros que ali viviam, e que foram mortos lutando por um pedaço de chão.
O Guruji é um território contínuo povoado por ramos de um mesmo tronco familiar, que procura manter viva a cultura e a historia de seu povo para as novas gerações. Lá eles mantêm tradições culturais como o coco de roda, a capoeira e o oficio das rezadeiras.
Segundo a antropóloga Ester Pereira, a cultura e as vivências desta comunidade estão ameaçadas devido à especulação imobiliária, que é o grande problema enfrentado pelos afrodescendentes que moram nas Comunidades Quilombolas do Guruji.
Conforme os estudos antropológicos realizados por equipes do Instituto Nacional de Colonização e Reforma Agrária (INCRA), parte das áreas que seriam, historicamente, de direito dos afrodescendentes, foram vendidas de maneira irregular e hoje dão espaço a loteamentos e casas de veraneio.